# Abaera aurofusalis
Abaera aurofusalis är en fjärilsart som beskrevs av George Francis Hampson 1906. Abaera aurofusalis ingår i släktet Abaera och familjen mott. Inga underarter finns listade i Catalogue of Life.